# Szachtar Czerwonogród
Szachtar Czerwonogród (ukr. Футбольний клуб «Шахтар» Червоноград, Futbolnyj Kłub „Szachtar” Czerwonohrad) – ukraiński klub piłkarski z siedzibą w Czerwonogrodzie.

## Historia
Drużyna piłkarska Szachtar została założona w mieście Czerwonogród w 1957 roku.
Na początku występowała w amatorskich rozgrywkach mistrzostw i Pucharu obwodu lwowskiego.
W 1967] klub startował w rozgrywkach Pucharu ZSRR, a w następnym roku debiutował w Klasie B, ukraińskiej strefie 1 Mistrzostw ZSRR.
W 1970 zajął 8 miejsce w grupie, ale w wyniku reorganizacji systemu lig ZSRR został pozbawiony gry na szczeblu profesjonalnym.
Potem jako drużyna amatorska występował w rozgrywkach mistrzostw i Pucharu obwodu lwowskiego.

## Sukcesy
- 8 miejsce w Klasie B, ukraińskiej strefie 9: 1970
- mistrz obwodu lwowskiego: ..., 2006
- zdobywca Pucharu obwodu lwowskiego: ..., 2007

## Współpraca
Klub współpracuje w zakresie wymiany wiedzy piłkarskiej, a także organizacji meczów sparingowych i turniejów halowych z MKP Pogoń Siedlce.